# Los Straitjackets
Los Straitjackets är en amerikansk instrumental rockgrupp från Nashville, Tennessee.
Bandet bilades 1988 under namnet The Straitjackets, bestående av gitarristerna Danny Amis och Eddie Angel samt trummisen LJ "Jimmy" Lester. Bandet splittrades strax efteråt och återförenades 1994 som Los Straitjackets. Samtidigt tillkom basisten E. Scott Esbeck, som sedermera lämnade bandet 1998 och då ersattes av Pete Curry. Jason "Teen Beat" Smay ersatte Lester på trummor 2005. 
Vid liveframträdanden bär medlemmarna ofta mexikanska wrestlingmasker.
Bandet har släppt elva studioalbum och tre livealbum.

## Medlemmar
Nuvarande medlemmar
- Danny Amis – gitarr, keyboard, basgitarr (1988, 1994– )
- Eddie Angel – gitarr, basgitarr, keyboard, sång (1988, 1994– )
- Pete Curry – basgitarr, slagverk, piano, orgel, gitarr (1998– )
- Chris Sprague – trummor (2012– )
- Greg Townson – gitarr (2010– )

Tidigare medlemmar
- E. Scott Esbeck – basgitarr (1994–1998)
- Jimmy "L. J." Lester – trummor (1988, 1994–2005)
- Jason "Teen Beat" Smay – trummor (2005–2012)

## Diskografi
Studioalbum
- The Utterly Fantastic and Totally Unbelievable Sound of Los Straitjackets (1995)
- ¡Viva! Los Straitjackets (1996)
- The Velvet Touch of Los Straitjackets (1999)
- Sing Along with Los Straitjackets (2001)
- Encyclopedia of Sound (2001)
- 'Tis the Season for Los Straitjackets! (2002)
- Supersonic Guitars in 3-D (2003)
- Play Favorites (2004)
- Encyclopedia of Sound, Vol. 2 (2005)
- Rock en Español, Vol. 1 (2007)
- The Further Adventures of Los Straitjackets (2009)
- Jet Set (2012)
- Play The Great Instrumental Hits!!!!!! (2014)
- What's So Funny About Peace Love And... (2017)

Livealbum
- Damas y Caballeros! (2001)
- Los Vivos y Los Raros (2003)
  - utgivet enbart i Spanien
- In Concert (2008)
  - även släppt som DVD
- Mas Alla Del Limite (2008)
- Quality Holiday Revue Live (2015)

Övriga album
- Rock 'N' Roll City (2003)
  - med Eddy Clearwater
- Twist Party!!! (2007)
  - med The World Famous Pontani Sisters

Singlar
- "A Marshmallow World / Sleigh Ride" (1996)
- "Pacifica" (1996)
- "At The Drive-In" (2001)